# Wide Super Video Graphics Array
Le WSVGA ou Wide Super Video Graphics Array est une norme d'affichage dont la définition est de 1024×600 pixels, soit 614 400 pixels. Il s'agit du format le plus répandu pour les notebooks d'entrée de gamme.